# Герб комуни Ганінге
Герб комуни Ганінге (швед. Haninge kommunvapen) — символ шведської адміністративно-територіальної одиниці місцевого самоврядування комуни Ганінге. 

## Історія
Для ландскомуни Вестерганінґе було розроблено герб з синім глушцем і золотим якорем. Отримав королівське затвердження 1952 року.
Для ландскомуни Естерганінге в гербі був червоний глушець, цей герб затверджено 1951 року.    
Після адміністративно-територіальної реформи, проведеної в Швеції на початку 1970-х років, муніципальні герби стали використовуватися лишень комунами. Для нової комуни Ганінге взяли герб колишньої ландскомуни Вестерганінґе, але глушця зробили червоним.
Герб комуни офіційно зареєстровано 1985 року.
Герби давніших адміністративних утворень, що увійшли до складу комуни, більше не використовуються.

Герб ландскомуни Вестерганінґе (до 1970)
Герб ландскомуни Естерганінге (до 1970)

## Опис (блазон)
Щит перетятий, у верхньому золотому полі червоний глушець, у нижньому синьому полі — золотий якір.

## Зміст
Глушець уособлює лісове господарство. Якір вказує на розташування комуни на березі Балтійського моря.     